# Мирко Пук
Мирко Пук (Валпово, 24. јун 1884. — 1945) је био хрватски политичар, правник, усташа и министар правосуђа и вјера Независне Државе Хрватске и члан Хрватске странке права од 1930. године

## Биографија

### Младост и школовање
Мирко Пук је рођен 24. јуна 1884. године у Валпову, родитељи су му били инжењер Мирко и Марија (рођена Братанић) Пук. Пук је своје школовање отпочео у Валпову, наставио у Осијеку и Госпићу, а завршио у Загребу, гдје је по завршетку гимназије уписао Правни факултет на којем је дипломирао 1906. године. На Загребачком универзитету био је секретар Старчевићанске академске младости, а посљедње године био је и њен предсједник. Био је присталица Хрватске странке права двадесетих година 20. вијека.

### Каријера и политичка активност
Године 1911. се кандидовао за посланика хрватског парламента (сабора) на листи Франкове Чисте странке права у Новиграду Подравском. Кандидатура није била успјешна а у својој кандидатској поруци је изјавио да неће сарађивати са Србима ако буде изабран. По завршетку студија је био адвокатски приправник у Загребу, Костајници и Глини да би 1912 отворио своју адвокатску канцеларију у Глини. У Глини је било чврсто упориште Франкове Чисте странке права поготово у Хрватској штедионици гдје су одбијали да приме мјенице ако их је потписао Србин. Пук се поново 1913 године кандидовао за посланика у Хрватском парламенту у Костајници и опет није био изабран. Током изборне скупштине Хрватског сокола 1914 Пук је инсистирао да Хрвати и Чеси нису Словени. Исте је године био изабран за члана управе Хрватске штедионице.
По избијању Првог свјетског рата био је мобилисан и послан на галицијски фронт гдје је 1916. године пао у руско заробљеништво. У заробљеништву је међу заробљеним јужнословенским аустроугарским војницима истицао приврженост Аустроугарској и противио се сваком јединству јужних Словена. По повратку из заробљеништва је доспио у војни затвор због тога што се Странка права противила југословенском јединству а чији је он био члан. Из затвора је изашао крајем 1918. да би априла 1919. био поново ухапшен у Глини гдје је скупљао потписе за Радићев меморандум којим је Радић хтио на мировној конференцији у Паризу да покаже како су Хрвати неравноправни у новој југословенској заједници. Из затвора је пуштен четири мјесеца касније, након чега је учествовао у локалним изборима у Глини гдје је био изабран за општинског вијећника. Пук је затим био кандидат Хрватске странке права у Загребачкој жупанији на изборима за уставотворну скупштину Краљевине СХС. Пук није био изабран али је и даље био противник новостворене Краљевине. Након смрти краља Петра I је одбио да објеси црну заставу на својој кући због чега је био ухапшен.
Средином 1920-тих Пук је постао управник Хрватске штедионице у Глини која ће касније постати финансијска потпора његовим политичким амбицијама. Након атентата на краља Александра, Пук је био ухапшен под основаном сумњом да је одржавао везе са Павелићем и усташама. Кратко затим након суда је био пуштен на слободу.

### Независна Држава Хрватска
Непосредно послије проглашења Независне Државе Хрватске, 12. априла именован је на дужност замјеника предсједника Хрватскога државног водства. а 16. априла 1941. у првој влади НДХ постаје министар правосуђа и вјера.
Од маја до јула 1941. у току интензивне пропагандне кампање, Пук је заједно са Будаком говорио о Србима у НДХ као потомцима антисоцијалних номада и петој колони београдског режима. Тиме су Срби били изједначени са номадским и без своје државе Циганима и Јеврејима. У јулу 1941. је Пук у своме говору у Крижевцима нагласио да су непријатељи хрватске националне заједнице Јевреји и Срби. Јевреји као носиоци капиталистичког система а Срби народ који је дошао у Хрватску са Турцима као пљачкаши и који су талог и смеће Балкана.
Мирко Пук се сматра директно одговорним за покољ глинских Срба над јамама у селу Прекопи маја 1941. када је, по Дедијеру, заклано 900 Срба а до краја 1941. у Глини и околини 8 000. У извјештају команде Друге италијанске армије од 9. јула 1941. који је послан Мусолинију, стоји да је самој цркви заклано 417 Срба а у околини Глине 18 000. 
Као министар правосуђа и вјера, у окружници од 30. јуна 1941. године Пук пише да грко-источни не прелазе на »грко-католички обред, осим у оним грко-католичким жупама, које су већ основане и у којима има грчко-источњака.« Он, у истој окружници, захтијева да »Грчко-источњаци, …, да буду примљени, морају донијети од Котарских и опћинских поглаварстава потврду о личној честитости.« Пук захтијева да »Код издавања тих потврда треба пазити на грчко-источне житеље, попове, трговце, богате обртнике и сељаке, и уопће на интелигенцију да им се не издају потврде осим у случајевима …, јер је начелно становиште владе, да се оваквим особама не издају потврде.« У истој окружници, коју је заједно са њим потписао Артуковић, стоји да уколико Срби и други пређу у протестантизам и упишу се у Културбунд, а крвно не припадају њемачкој мањини, неће уживати њемачка мањинска права а о црквеној имовини Срба ће одлучивати усташка држава (Министарство сељачког господарства). Пук је издао 18. јула. 1941. наредбу којом је забранио назив »српско-православна вјера«, пошто није »у складу са државним уређењем.« Умјесто тога је уведен назив »грчко-источна вјера.«
У Законској одредби о упућивању непоћудних и погибељних особа на присилни боравак у сабирне и радне логоре коју су заједно потписали 25. новембра 1941. Павелић и Пук истиче се: „Проти одлуци усташког редарства о упућивању на присилни боравак у сабирне и радне логоре нема правног лиека ни тужбе на управни суд.” а у Законској одредби о сузбијању насилних кажњивих чини проти држави, појединим особама или имовини (20. јула 1942.) детаљишу ко све може бити послан у сабирне логоре: „Поједини чланови обитељи особа, које саме или у заједници с оружаним скупинама нарушавају јавни ред и сигурност, или угрожавају мир и спокојство хрватскога народа, или који подузму какви насилни кажњив чин против државе, појединим особама или имовини, као и чланови обитељи одбјеглих особа, могу се упутити на присилни боравак у сабирне логоре.”
У фебруару 1942. постао је заступник у Хрватском државном сабору. Од 11. октобра 1942. до 11. октобра 1943. био је члан Државног вијећа и државни прабиљежник у својству државнога министра. Почетком августа 1943. поднио је оставку у знак протеста против генерала Ивана Прпића, начелника Главног штаба Хрватског домобранства, поводом партизанскога напада на Лепоглаву, али оставка није прихваћена. Противио се преговорима и споразумом с Хрватском сељачком странка. Пред крај 1943. године именован је за главнога директора Усташкога накладног завода, потом је постављен и за вандредног опуномоћеника Хрватске државне банке.

### Крај рата и смрт
Пред сам крај рата, 6. маја 1945. године, Пук је био шеф „Повјеренства”, тј. групе усташа у чију су руке пале све златне и девизне резерве Министарства државне ризнице и Хрватске државне банке НДХ. Пук је лично надгледао расподјелу злата и девиза између високих усташких функционера. Касније и пред судом, високи усташки функционери су потврдили да је Мачек добио 1000 дуката. Пук није имао среће при бјекству. Британци су га ухапсили при преласку у Аустрију и предали га Титовим партизанима 18. маја 1945. Аутомобил у коме је Пук покушао да пренесе свој дио злата и девиза је 19. маја 1945. пао у руке партизанима код Шкофје Локе у Словенији.
Након изручења, Пук је починио самоубиство пререзаврши жиле на руци бритвом.